# Cannero Riviera
Cannero Riviera (piemontiul: Càner) település Olaszországban. Lakosainak száma 909 fő (2023. január 1.). Cannero Riviera Aurano, Brezzo di Bedero, Cannobio, Germignaga, Luino, Oggebbio és Trarego Viggiona községekkel határos.

## Népesség
A település népességének változása:
| Lakosok száma | 936  | 916  | 909  |
|               | 2017 | 2018 | 2023 |